# Palau Fialho (Faro)
El Palau Fialho (o Col·legi do Alto) és un edifici «notable» de Faro de dues plantes, d'aigües furtades, a prop de l'ermita de Santo António do Alto. A petició de l'industrial João Júdice Fialho, l'arquitecte Manuel Norte Júnior va dissenyar un edifici historicista de l'art clàssic francés. Les obres començaren al 1915, i quedaren concloses el 1925. El 1954 l'adquireix la Diòcesi de l'Algarve, i hi funciona, de llavors ençà, el Col·legi de Nossa Senhora do Alto (més conegut per Col·legi do Alto).